# Kombinacja wypukła
Kombinacja wypukła skończonej liczby elementów {\displaystyle v_{1},v_{2},\dots ,v_{n}} przestrzeni wektorowej {\displaystyle V,} – kombinacja liniowa {\displaystyle \sum _{i=1}^{n}\alpha _{i}v_{i}} tych elementów taka, że jej współczynniki są nieujemne:
{\displaystyle \alpha _{1},\dots ,\alpha _{n}\geqslant 0}
oraz ich suma wynosi 1
{\displaystyle \sum _{i=1}^{n}\alpha _{i}=1.}